# Biokovinoidea
Biokovinoidea es una superfamilia de foraminíferos del suborden Biokovinina y del orden Loftusiida. Su rango cronoestratigráfico abarca desde el Jurásico inferior hasta el Maastrichtiense (Cretácico superior).

## Discusión
Clasificaciones previas incluían Biokovinoidea en el suborden Textulariina y en el orden Textulariida.

## Clasificación
Biokovinoidea incluye a las siguientes familias:
- Familia Charentiidae
- Familia Lituoliporidae
- Familia Biokovinidae